# Il grande masturbatore
Il grande masturbatore è un dipinto di Salvador Dalí, eseguito nel 1929. L'opera è conservata al Museo nacional centro de arte Reina Sofía di Madrid, per volere stesso dell'artista.

## Genesi
L'opera fa parte di una serie di pezzi prodotti tra il finire degli anni venti e l'inizio degli anni trenta, fondati su "destabilizzanti deformazioni onirico-paranoiche", e fu fra i dipinti esposti alla mostra surrealista di Parigi del 1938. Caratterizzato da una complessa iconografia barocca, questo dipinto è anticipatore dell'interesse da parte di Dalí per le "strutture molli" (come i famosi orologi de La persistenza della memoria).

## Descrizione
L'opera condensa in sé alcuni elementi ricorrenti nella produzione di Dalì: le conchiglie, i sassi, la cavalletta (che qui ha il ventre in decomposizione ricoperto da formiche), il simbolo fallico, riproposto sia nel pistillo della calla che nella lingua eretta del leone, la fellatio (indicativa dell'angoscia sessuale dell'autore).